# Axixá
Axixá este un oraș în unitatea federativă Maranhão, Brazilia.